# Vallée d'Aoste Vive
Vallée d'Aoste Vive è stato un movimento politico autonomista che propugnava in Valle d'Aosta le ragioni di un autogoverno responsabile nella solidarietà sociale e nella dignità di ciascun individuo.

## Storia
Il movimento, fondato il 4 dicembre del 2005, nasce dall'esperienza di Aosta Viva, lista civica costituita da esponenti politici fuoriusciti dall'Union Valdôtaine e rappresentanti della società civile, in base a una carta di principi siglata a Pollein nel giugno 2005, che si è presentata per la prima volta sulla scena politica alle elezioni comunali di Aosta del 2005, in coalizione con alcuni partiti di centrosinistra, avendo come candidato sindaco Roberto Louvin, fondatore del movimento.
In seguito ha deciso di allargare il suo campo d'azione, uscendo dai confini della città di Aosta e rivolgendosi a tutta la Valle.
Alle elezioni politiche del 2006 contribuì a formare la lista unitaria di centrosinistra denominata Autonomie Liberté Démocratie, che si presentò nei collegi uninominali valdostani, eleggendo i due parlamentari spettanti alla Valle.
Il 28 gennaio 2008 il segretario del movimento, Paolo Louvin, siglò insieme al coordinatore del movimento autonomista Renouveau Valdôtain, Albert Chatrian, un documento politico che sancisce un'alleanza organica tra i due partiti in vista delle elezioni regionali della Valle d'Aosta, fissate per il 25 maggio 2008. La presentazione delle liste è avvenuta in anticipo, il 28 marzo, per permettere la raccolta delle firme necessarie alla presentazione della lista, non rappresentata in Consiglio regionale. Il 26 giugno 2008 viene eletto segretario del movimento Guido Dondeynaz.
Robert Louvin è stato il capolista alle elezioni europee del 2009 della lista Autonomie Liberté Démocratie, collegata a livello nazionale con Italia dei Valori.
Il 12 febbraio 2010 la lista Autonomie Liberté Démocratie si è costituita in partito, con il nome di Autonomie Liberté Participation Écologie, nel quale Vallée d'Aoste Vive è confluita, sciogliendosi.